# Риджвуд (Нью-Джерсі)
Ри́джвуд (англ. Ridgewood) — селище (англ. village) в США, в окрузі Берген штату Нью-Джерсі. Примістя міської агломерації Нью-Йорку. Населення — 25 979 осіб (2020).

## Історія
Риджвуд був заснований у 1876 році, як тауншип. 20 листопада 1894 року перейменований у віллаж з муніципальною формою самоврядування. Проте, відповідно до закону США, прийнятому в 1989 році, типи самоврядування тауншип і віллаж були прирівняні.
У 1971 році до Риджвуду було приєднано частину території тауншипа Вашингтон, а у 1974 році — частину території тауншипу Го-Го-Кус.

## Географія
Риджвуд розташований за координатами 40°58′54″ пн. ш. 74°6′49″ зх. д. / 40.98167° пн. ш. 74.11361° зх. д. (40.981591, -74.113506).  За даними Бюро перепису населення США в 2010 році селище мало площу 15,07 км², з яких 14,90 км² — суходіл та 0,17 км² — водойми.

### Клімат
| Клімат : Риджвуд      | Клімат : Риджвуд | Клімат : Риджвуд | Клімат : Риджвуд | Клімат : Риджвуд | Клімат : Риджвуд | Клімат : Риджвуд | Клімат : Риджвуд | Клімат : Риджвуд | Клімат : Риджвуд | Клімат : Риджвуд | Клімат : Риджвуд | Клімат : Риджвуд | Клімат : Риджвуд |
| Показник              | Січ.             | Лют.             | Бер.             | Квіт.            | Трав.            | Черв.            | Лип.             | Серп.            | Вер.             | Жовт.            | Лист.            | Груд.            | Рік              |
| Середній максимум, °C | 3,3              | 5,0              | 10,0             | 16,7             | 22,2             | 27,2             | 30,0             | 28,9             | 24,4             | 17,8             | 12,2             | 6,1              | 17,0             |
| Середній мінімум, °C  | −7,2             | −5,6             | −1,1             | 4,4              | 10,0             | 15,6             | 18,3             | 17,2             | 12,8             | 5,6              | 1,1              | −3,9             | 5,7              |
| Норма опадів, мм      | 91               | 73               | 104              | 111              | 107              | 112              | 115              | 99               | 121              | 110              | 104              | 102              | 1249             |
| --------------------- | ---------------- | ---------------- | ---------------- | ---------------- | ---------------- | ---------------- | ---------------- | ---------------- | ---------------- | ---------------- | ---------------- | ---------------- | ---------------- |
| Джерело:              |                  |                  |                  |                  |                  |                  |                  |                  |                  |                  |                  |                  |                  |

## Демографія
Згідно з переписом 2010 року, у селищі мешкало 24 958 осіб у 8456 домогосподарствах у складі 6759 родин. Було 8743 помешкання
Расовий склад населення:
| - 82,2 % — білих - 13,0 % — азіатів - 1,6 % — чорних або афроамериканців - 0,1 % — корінних американців - 1,1 % — осіб інших рас |

До двох чи більше рас належало 2,1 %. Частка іспаномовних становила 5,3 % від усіх жителів.
За віковим діапазоном населення розподілялося таким чином: 30,7 % — особи молодші 18 років, 56,8 % — особи у віці 18—64 років, 12,5 % — особи у віці 65 років та старші. Медіана віку мешканця становила 41,0 року. На 100 осіб жіночої статі у селищі припадало 93,3 чоловіків;  на 100 жінок у віці від 18 років та старших — 90,1 чоловіків також старших 18 років.
Середній дохід на одне домашнє господарство  становив 219 566 доларів США (медіана — 147 823), а середній дохід на одну сім'ю — 246 536 доларів (медіана — 176 673). Медіана доходів становила 137 442 долари для чоловіків та 74 782 долари для жінок. За межею бідності перебувало 3,5 % осіб, у тому числі 4,3 % дітей у віці до 18 років та 4,2 % осіб у віці 65 років та старших.
Цивільне працевлаштоване населення становило 11 534 особи. Основні галузі зайнятості: освіта, охорона здоров'я та соціальна допомога — 24,0 %, науковці, спеціалісти, менеджери — 19,7 %, фінанси, страхування та нерухомість — 17,3 %.

## Відомі уродженці
- Макгуайр Томас (1920–1945) — американський військовий льотчик.
- Хрістов-Бакарджиєв Каролін (1957) — американська письменниця.